# Ixmiquilpan
Esta página se refiere a una localidad. Para el municipio homónimo véase Municipio de Ixmiquilpan
Ixmiquilpan (del náhuatl: Itsmikilpan ‘lugar de verdolagas’) (del otomí: Tze tkáni ‘verdolaga’) es una ciudad mexicana, cabecera del municipio de Ixmiquilpan, en el estado de Hidalgo.

## Historia

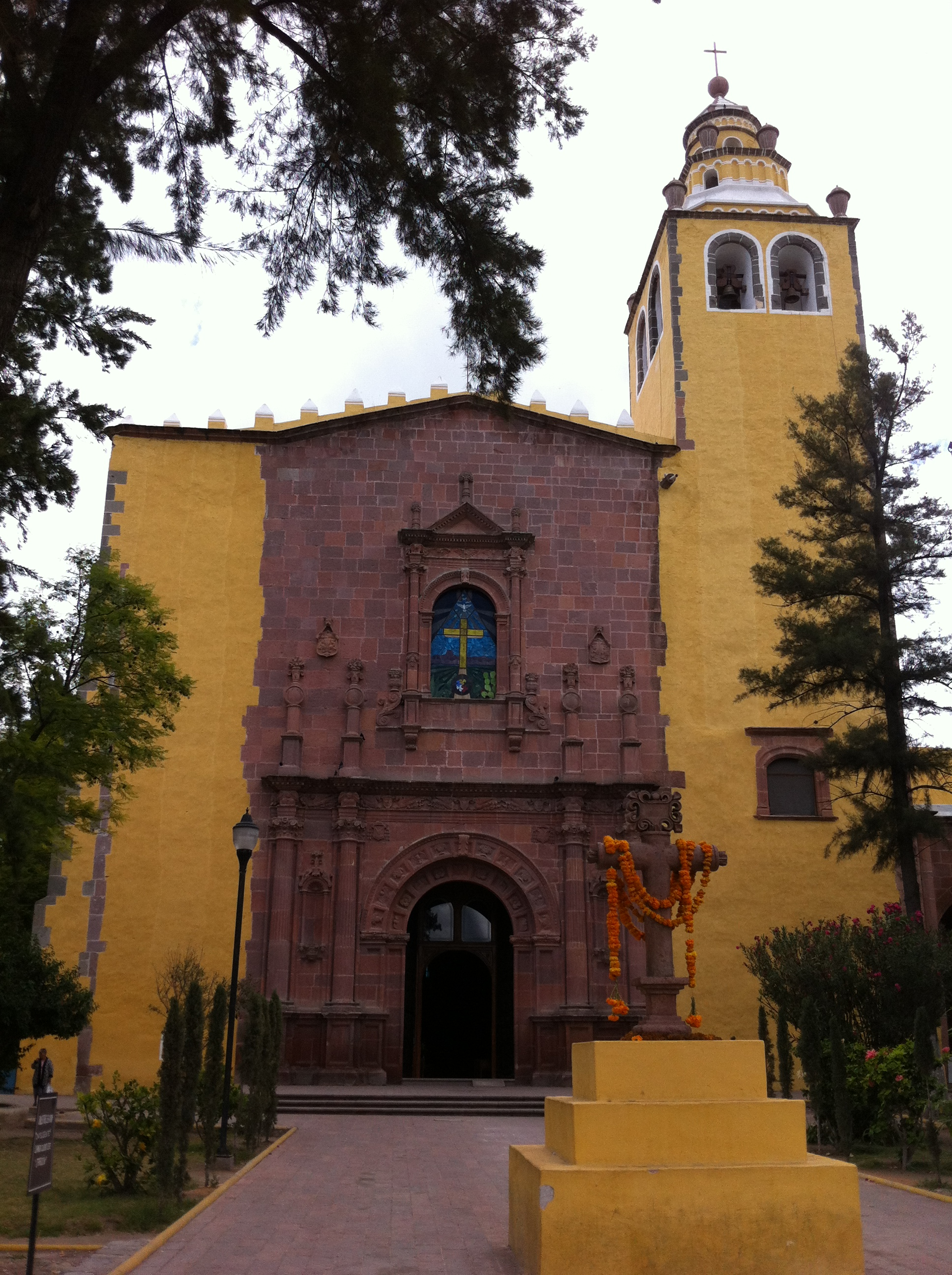
Templo y exconvento de San Miguel Arcángel.

Los otomíes fueron los primeros habitantes de la zona estratégica, al ser paso natural entre las áridas llanuras del norte de México. El área fue conquistada por Pedro Rodríguez de Escobar (que había servido a las órdenes de Pedro de Alvarado). Pedro Rodríguez llega entre los años 1532-1535 pues es el 15 de octubre cuando se fundan las dos parcialidades: Izmiquilpa y Tlazintla. De acuerdo al Dr Wright los primeros en llegar a evangelizar son el curato de la arquidiócesis de México entre 1546-1549 pero el origen formal de la ciudad de Ixmiquilpan es la fundación por los frailes agustinos españoles del Templo y ex Convento de San Miguel Arcángel entre 1550 y 1560, a un costado de la plaza principal en la actualidad.
Ya en el siglo XVII el pueblo cuenta con una población apreciable, lo que demuestra la construcción del puente sobre el río Tula, obra emprendida por el capitán español Don Miguel Cuevas y Dávalos e inaugurada el 29 de septiembre de 1655, día de San Miguel Arcángel, patrono de la iglesia y del pueblo. El puente virreinal comunicaba con el barrio de la Otra Banda, hoy barrio de Progreso. En el siglo XVIII se edifica por iniciativa del mestizo Patricio Joseph Tovar la capilla de la Señora del Carmen en el antiguo barrio de Tlazintla. En 1779, el virrey de la Nueva España don Antonio María de Bucareli y Ursúa nombra al Sr. Diego Alarcón de Ocaña como alcalde mayor de Ixmiquilpan. Durante su gobierno se introduce el agua potable y otras obras de beneficio social para la población, por lo que se le considera gran benefactor del pueblo.
Durante el proceso de Independencia de México Ixmiquilpan fue sitiada por las fuerzas insurgentes al mando de Ignacio López Rayón, el 18 de octubre de 1812, y ocupado tras la derrota de los realistas en el pueblo de Tamaleras, hoy pueblo de López Rayón. Durante la revolución de Ayutla, acaudillada por Juan N. Álvarez en el estado de Guerrero en 1854, las autoridades de Ixmiquilpan, necesitadas de dinero, exigieron el pago de contribuciones en forma exagerada, lo que provocó rebeliones campesinas de indígenas en varios poblados de la región, tales como los levantamientos de Orizabita y Remedios, acaudillados por Sotero Lozano, considerado un bandido social.
Entre los años de 1906 y 1910 se construyó el palacio municipal. En dos ocasiones, los presidentes federales Lázaro Cárdenas y Manuel Ávila Camacho visitaron el municipio, el primero para celebrar el primer aniversario de la Expropiación Petrolera, en marzo de 1939; el segundo en mayo de 1942 para inaugurar el mercado municipal.
Cuando el emperador Maximialiano I tomó posesión de la corona de México, el presidente Benito Juárez tuvo que trasladar la capital de la república a diferentes regiones. La batalla de Ixmiquilpan fue un hecho de armas ocurrido el 25 de septiembre de 1865 durante la segunda intervención francesa en México, entre 350 soldados de la legión Belga y fuerzas juaristas, terminando la batalla con la victoria de estos últimos al mando del Gral, Joaquín Roberto Martínez.

## Geografía

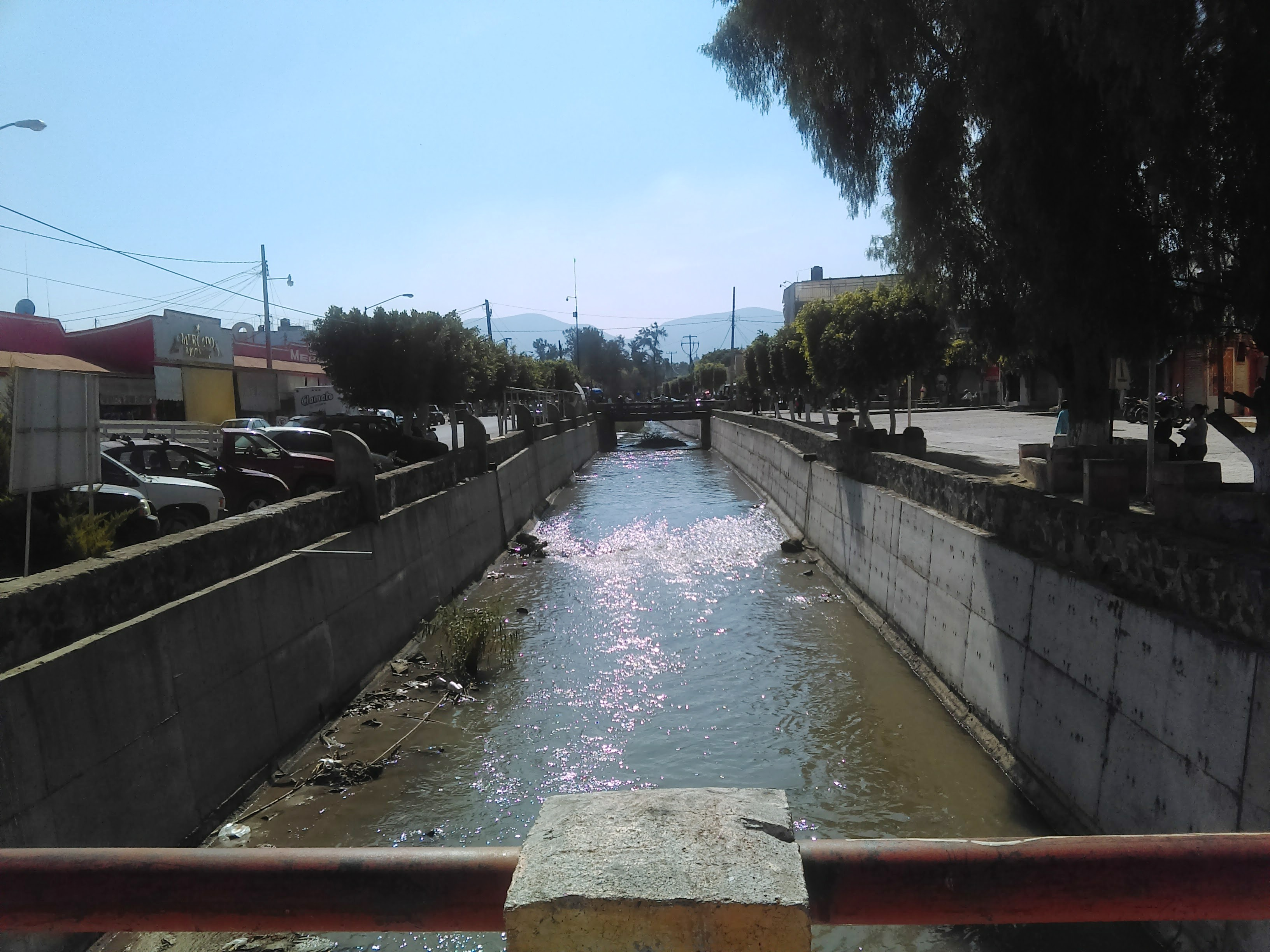
Arroyo Pallares afluente del río Tula, que atraviesa la zona centro de la ciudad.

Se localiza al centro del estado de Hidalgo, entre los paralelos 20°29′3″ de latitud norte, a los 99°13′8″ de longitud oeste, con una altitud de 1680 metros sobre el nivel del mar. Se encuentra en la región geográfica del Valle del Mezquital.
En cuanto a fisiografía se encuentra en la provincia del Eje Neovolcánico, dentro de la subprovincia de Llanuras y Sierras de Querétaro e Hidalgo; su terreno es de lomerío. En lo que respecta a la hidrografía se encuentra posicionado en la región del Pánuco, dentro de la cuenca del río Moctezuma, en la subcuenca del río Tula.
Cuenta con un clima seco semicálido. La temperatura promedio para los meses de diciembre y enero que son los más fríos del año oscila entre los 14.5 °C y durante los meses de mayo y junio que son las temperaturas más altas registra un promedio de 21.4 °C. La estación meteorológica de la ciudad de Ixmiquilpan tras 53 años de observación a estimado que la temperatura anual promedio en el municipio es de aproximadamente 18.5 °C. Con respecto a la precipitación anual en el municipio, el nivel promedio observado es de alrededor de los 363.8 mm.
| Parámetros climáticos promedio de Ixmiquilpan | Parámetros climáticos promedio de Ixmiquilpan | Parámetros climáticos promedio de Ixmiquilpan | Parámetros climáticos promedio de Ixmiquilpan | Parámetros climáticos promedio de Ixmiquilpan | Parámetros climáticos promedio de Ixmiquilpan | Parámetros climáticos promedio de Ixmiquilpan | Parámetros climáticos promedio de Ixmiquilpan | Parámetros climáticos promedio de Ixmiquilpan | Parámetros climáticos promedio de Ixmiquilpan | Parámetros climáticos promedio de Ixmiquilpan | Parámetros climáticos promedio de Ixmiquilpan | Parámetros climáticos promedio de Ixmiquilpan | Parámetros climáticos promedio de Ixmiquilpan |
| Mes                                           | Ene.                                          | Feb.                                          | Mar.                                          | Abr.                                          | May.                                          | Jun.                                          | Jul.                                          | Ago.                                          | Sep.                                          | Oct.                                          | Nov.                                          | Dic.                                          | Anual                                         |
| --------------------------------------------- | --------------------------------------------- | --------------------------------------------- | --------------------------------------------- | --------------------------------------------- | --------------------------------------------- | --------------------------------------------- | --------------------------------------------- | --------------------------------------------- | --------------------------------------------- | --------------------------------------------- | --------------------------------------------- | --------------------------------------------- | --------------------------------------------- |
| Temp. máx. abs. (°C)                          | 30.0                                          | 32.0                                          | 36.0                                          | 36.5                                          | 38.5                                          | 35.5                                          | 32.5                                          | 33.0                                          | 33.0                                          | 33.5                                          | 32.0                                          | 30.0                                          | 38.0                                          |
| Temp. máx. media (°C)                         | 23.5                                          | 25.2                                          | 28.6                                          | 29.7                                          | 30.1                                          | 28.1                                          | 26.9                                          | 27.1                                          | 26.1                                          | 25.4                                          | 24.8                                          | 23.2                                          | 26.6                                          |
| Temp. media (°C)                              | 13.4                                          | 14.7                                          | 17.6                                          | 19.6                                          | 21.2                                          | 20.7                                          | 19.9                                          | 19.8                                          | 19.1                                          | 17.3                                          | 15.3                                          | 13.8                                          | 17.7                                          |
| Temp. mín. media (°C)                         | 3.3                                           | 4.2                                           | 6.6                                           | 9.5                                           | 12.2                                          | 13.3                                          | 12.9                                          | 12.6                                          | 12.2                                          | 9.1                                           | 5.8                                           | 4.4                                           | 8.8                                           |
| Temp. mín. abs. (°C)                          | -5.0                                          | -6.0                                          | -3.0                                          | 0.0                                           | 5.0                                           | 5.0                                           | 6.5                                           | 6.2                                           | 1.0                                           | -0.5                                          | -0.4                                          | -5.0                                          | -5.0                                          |
| Precipitación total (mm)                      | 11.7                                          | 8.1                                           | 9.1                                           | 28.0                                          | 49.3                                          | 55.7                                          | 54.3                                          | 40.1                                          | 52.4                                          | 20.7                                          | 4.7                                           | 8.3                                           | 342.4                                         |
| Días de lluvias (≥ 0.1)                       | 2.2                                           | 2.1                                           | 2.7                                           | 5.8                                           | 7.4                                           | 7.3                                           | 8.4                                           | 6.4                                           | 7.9                                           | 5.0                                           | 2.1                                           | 2.0                                           | 46.8                                          |
| Fuente: Servicio Meteorológico Nacional. 2015 |                                               |                                               |                                               |                                               |                                               |                                               |                                               |                                               |                                               |                                               |                                               |                                               |                                               |

## Demografía

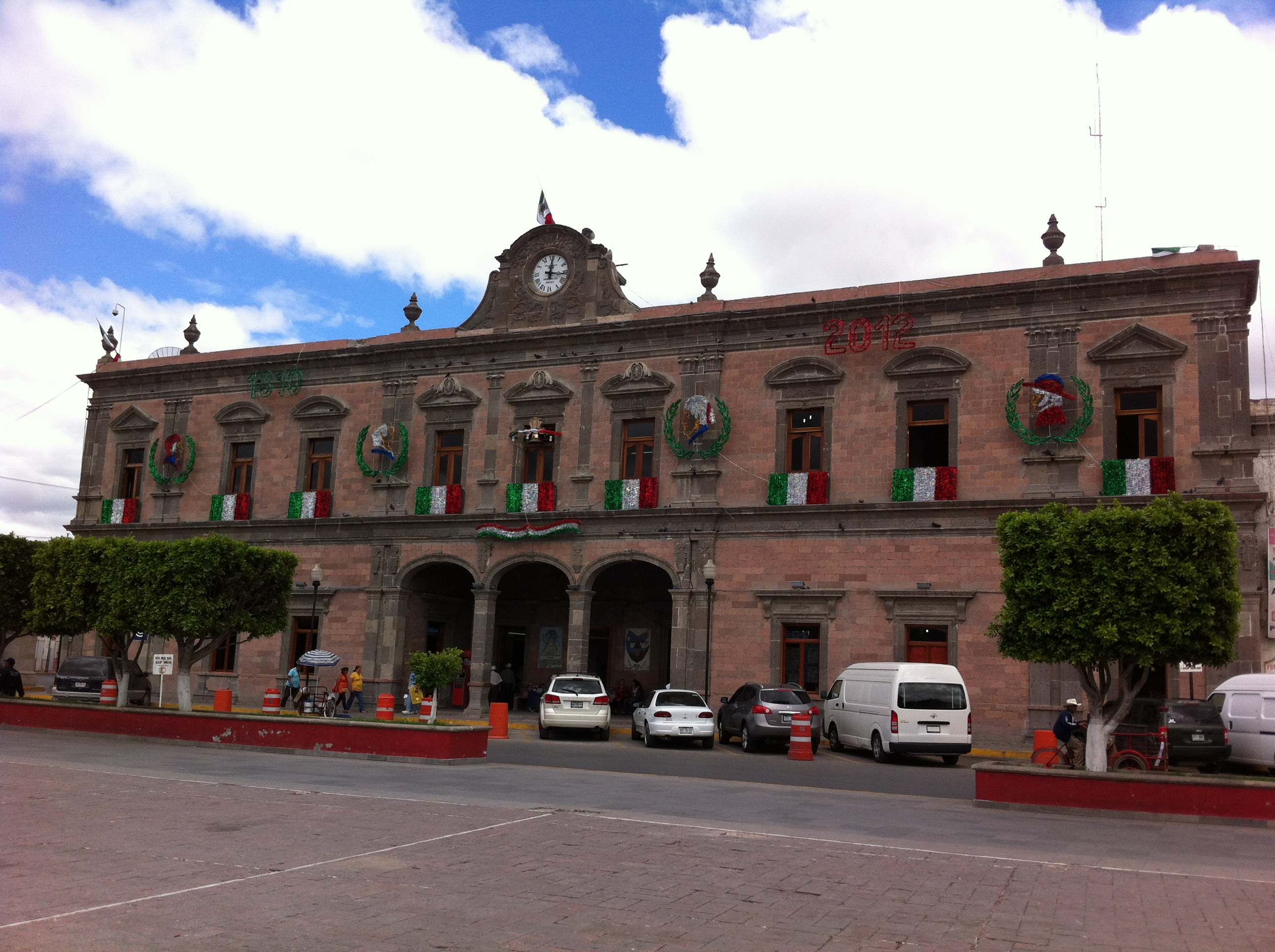
Palacio municipal de Ixmiquilpan.

De acuerdo con el Censo de Población y Vivienda 2020 del INEGI; la ciudad tiene una población de 37 608 habitantes, lo que representa el 38.121 % de la población municipal. De los cuales 17 514 son hombres y 20 094 son mujeres; con una relación de 87.16 hombres por 100 mujeres.
Las personas que hablan alguna lengua indígena, es de 4593 personas, alrededor del 12.21 % de la población de la ciudad. En la ciudad hay 565 personas que se consideran afromexicanos o afrodescendientes, alrededor del 1.50 % de la población de la ciudad.
De acuerdo con datos del censo INEGI 2020, unas 28 093 declaran practicar la religión católica; unas 6116 personas declararon profesar una religión protestante o cristiano evangélico; 128 personas declararon otra religión; y unas 3227 personas que declararon no tener religión o no estar adscritas en alguna.
| Gráfica de evolución demográfica de Ixmiquilpan entre 1900 y 2020                            |
|                                                                                              |
| Población de los censos y conteos del Instituto Nacional de Estadística y Geografía (INEGI). |

## Economía
Las principales actividades económicas son la agricultura (hortalizas principalmente, especialmente de regadío), el comercio, el turismo (destinado al convento de San Miguel Arcángel y los balnearios cercanos) y la ganadería (ovino, caprino y bovino).
La población tiene una gran vocación migratoria combinado con un gran arraigo a su tierra de origen, aunque hay una importante movilidad económica dentro del municipio se retiran a Estados Unidos originando las remesas, que son las transferencias monetarias en efectivo que los migrantes que trabajan en el exterior envían a su país de origen, el uso destinado de las remesas es de un 80.5%. A pesar de que ha disminuido en un 20% el envío de remesas se estima que al municipio llegan un poco más de seis millones de dólares anuales, por lo tanto sigue siendo uno de los más importantes generadores de ingresos económicos al municipio.

## Cultura

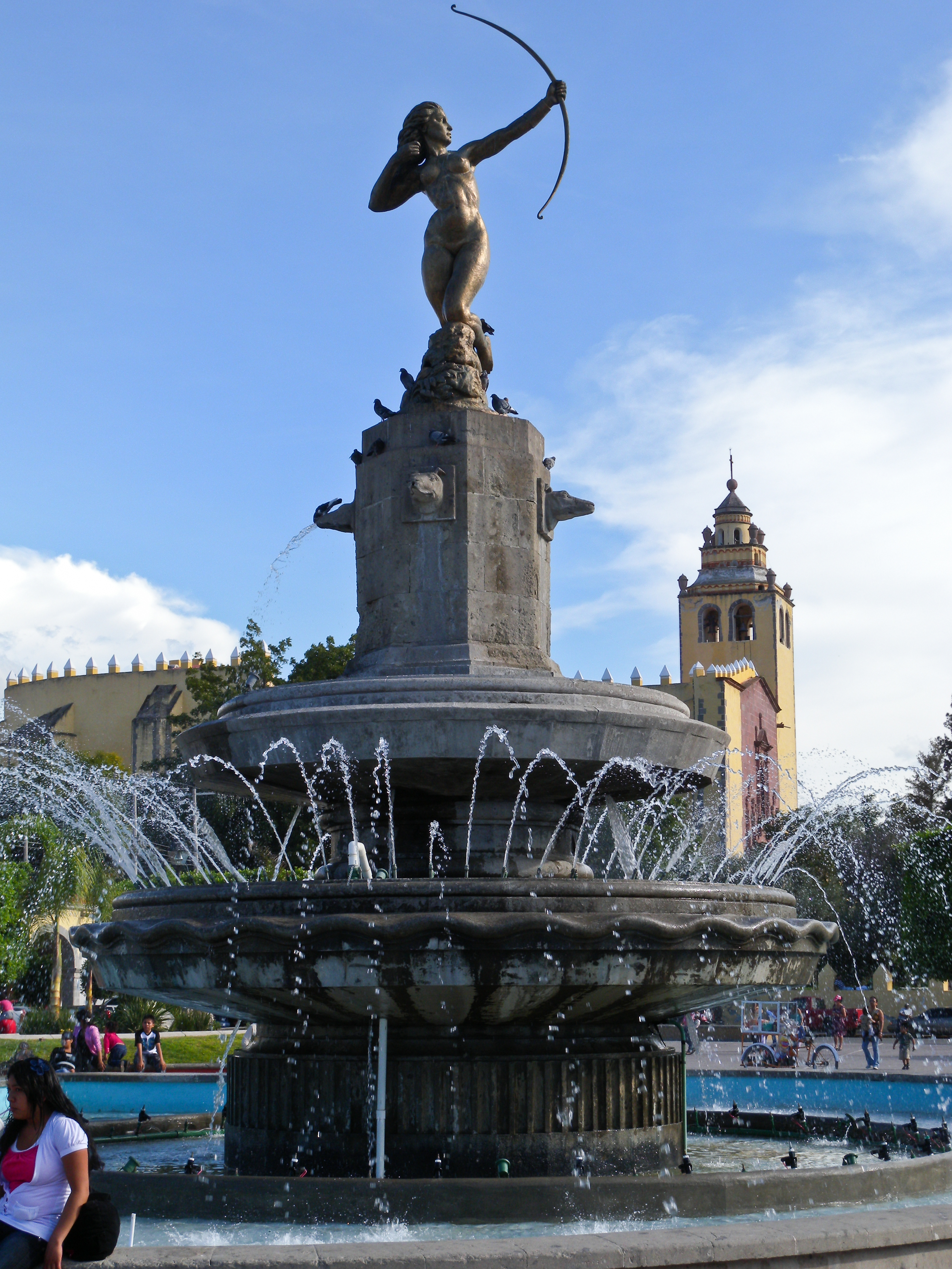
Fuente de la Diana Cazadora.

### Arquitectura
El Templo y exconvento de San Miguel Arcángel, donde sobresalen las pinturas murales pintadas hacia 1572 por pintores indígenas sobre modelos europeos y temática mixta europea e indígena. El convento, fundado por los agustinos Fray Andrés de la Manta y Fray Andrés de Barrios por órdenes de Fray Alonso de la Veracruz en 1550, bajo la advocación de San Miguel Arcángel, pertenecía a la serie de conventos-fortaleza construidos por los agustinos al norte de Mesoamérica como defensa contra los chichimecas y como avanzadillas para la evangelización del norte de México.
Otro monumento de gran importancia histórica, arquitectónica y sentimental para la ciudad es la capilla del Carmen, concluida el 8 de diciembre de 1772, una joya arquitectónica por el labrado de la cantera rosa de su fachada y sus retablos de madera tallados y labrados. Es de destacar la gran figura del diablo sometida por San Miguel Arcángel sobre uno de los altares.

### Escultura
La Diana Cazadora
Se encuentra en el centro de la plaza principal creada por el escultor Juan Fernando Olaguíbel. La escultura fue donada a la localidad en 1970 por Alfonso Corona del Rosal cuando se construyó una réplica de la fuente de la Diana cazadora colocando la réplica en la Ciudad de México y la original en Ixmiquilpan. La escultura fue realizada por Juan Fernando Olaguíbel y tiene 22 m de altura de estilo art déco.

### Museos
La presencia histórica y actual predominante del pueblo otomí en Ixmiquilpan motivó la creación del Museo de la Cultura Hñähñu, situado en la cabecera municipal y formado por documentos y exposiciones sobre la forma de vida antigua y moderna de los Pueblo otomí.

### Gastronomía
La cocina tradicional  está representada por la barbacoa, los gusanos de maguey, los mixiotes o los escamoles; también destacan los tacos de golumbo, hechos con flores de maguey; flores de sabila, flores de palma, las picadas de zutccani, quintoniles o quelites; la salsa de xoconostle; y los xagis, una olla de frijoles tiernos con carne de cerdo y chile pasilla muy parecida al famoso platillo yucateco frijol puerco, la salsa de xamues (gusanos de mezquites).
Existen demasiados guisos elaborados con base en quelites, malvas, verdolagas, nopales, sábila, tunas dulces, pencas de maguey, garambullos, semillas de mezquite, pepitas de calabaza, hongos y animales como zorrillo, tlacuache, ardilla y ratas de campo.

## Ciudades hermanadas
- Clearwater, Florida, Estados Unidos (2023)[18][19]